# Filtrierung (Mathematik)
Die Filtrierung, auch Filtration oder Filterung genannt, ist ein Begriff aus der Mathematik, der vor allem in der Wahrscheinlichkeitstheorie und in der algebraischen Topologie verwendet wird. Es handelt sich um eine bestimmte Eigenschaft einer Familie von Mengen.

## Definition
Eine (aufsteigende) Filtrierung {\displaystyle {\mathcal {F}}} einer Menge {\displaystyle S} (oft zusammen mit einer weiteren Struktur wie einer Topologie, einer algebraischen Struktur oder der Eigenschaft der Messbarkeit) ist eine Familie {\displaystyle (S_{i})_{i\in I}} von Subobjekten und eine total geordnete Indexmenge {\displaystyle I}, sodass gilt:
falls {\displaystyle i\leq j} in {\displaystyle I}, dann ist {\displaystyle S_{i}\subset S_{j}}.
Analog verwendet man auch den Begriff der absteigenden Filtrierung, das heißt {\displaystyle S_{i}\supset S_{j}} für {\displaystyle i\leq j}.
Manchmal werden zusätzlich noch andere Eigenschaften gefordert, wie beispielsweise bei der Filtrierung einer Algebra, siehe Filtrierung und Algebra.

## Filtrierungen in verschiedenen Strukturen

### Gruppen
Eine absteigende Filtrierung einer Gruppe {\displaystyle G} besteht aus Untergruppen {\textstyle F^{i}G} für alle {\displaystyle i\in \mathbb {Z} }, sodass {\textstyle F^{i+1}G\subset F^{i}G} für alle {\displaystyle i}.
Die Filtrierung heißt erschöpfend, falls {\textstyle G=\cup _{i\in \mathbb {Z} }F^{i}G}, sie heißt Hausdorff oder separiert, wenn {\textstyle \cap _{i\in \mathbb {Z} }F^{i}G=0}. Sie ist nach oben beschränkt, wenn es ein {\displaystyle i\in \mathbb {Z} } gibt mit {\textstyle F^{i}G=G} bzw. nach unten beschränkt, falls {\textstyle F^{i}G=0} für ein {\displaystyle i\in \mathbb {Z} }.

### Algebra
Eine aufsteigende Filtrierung einer Algebra {\displaystyle A} über einem Körper {\displaystyle K} ist eine Sequenz {\displaystyle \{0\}\subset F_{0}\subset F_{1}\subset \cdots \subset F_{i}\subset \cdots \subset A} von Untermoduln von {\displaystyle A}, sodass
{\displaystyle A=\bigcup _{i\in \mathbb {N} }F_{i}},
und die zudem mit der Multiplikation kompatibel ist:
{\displaystyle \forall m,n\in \mathbb {N} :\qquad F_{m}\cdot F_{n}\subset F_{n+m}}.

#### Beispiel
1. Für einen Körper {\displaystyle K} ist der Polynomring {\displaystyle K[X_{1},...,X_{n}]} in {\displaystyle n} Variablen natürlich filtriert mit {\displaystyle F_{i}=K\{X_{1}^{k_{1}}\cdots X_{n}^{k_{n}}|k_{1}+\cdots +k_{n}=i\}}.
2. Jede graduierte Algebra ist filtriert. Sei {\displaystyle K} ein Körper, {\displaystyle {\mathcal {A}}=K\{x,y\}/\sim }, wobei „{\displaystyle \sim }“ definiert ist durch die Kommutatorrelation {\displaystyle [x,y]=1}, d. h. {\displaystyle {\mathcal {A}}} ist nicht kommutativ. Dann ist {\displaystyle {\mathcal {A}}} ein Beispiel für eine Algebra, die filtriert ist, aber nicht graduiert.

### Wahrscheinlichkeitstheorie
Sei {\displaystyle (\Omega ,{\mathcal {A}},P)} ein Wahrscheinlichkeitsraum, {\displaystyle T\subset \mathbb {R} } eine Indexmenge.
Dann heißt die Familie von σ-Algebren auf {\displaystyle \Omega }
{\displaystyle {\mathcal {F}}=({\mathcal {F}}_{t})_{t\in T}}
eine Filtrierung (in {\displaystyle {\mathcal {A}}} oder auf {\displaystyle (\Omega ,{\mathcal {A}},P)}), falls:
für alle {\displaystyle s,t\in T} mit {\displaystyle s\leq t} gilt {\displaystyle {\mathcal {F}}_{s}\subseteq {\mathcal {F}}_{t}\subseteq {\mathcal {A}}}.
Ist {\displaystyle {\mathcal {F}}=({\mathcal {F}}_{t})_{t\in T}} eine Filtrierung, so wird {\displaystyle (\Omega ,{\mathcal {A}},({\mathcal {F}}_{t})_{t\in T},P)} auch ein filtrierter Wahrscheinlichkeitsraum genannt.